# KWS Alken
KWS Alken was een Belgische voetbalclub uit Alken. De club was aangesloten bij de KBVB met stamnummer 3916 en had rood-zwart als kleuren. De club speelde in de provinciale reeksen. In 2017 fuseerde de club met VCT Terkoest en ESJ Alken tot KFC Alken

## Geschiedenis
Rond de Tweede Wereldoorlog sloot in Alken voetbalclub Sporting Alken aan bij de Belgische Voetbalbond.
In 1964 bereikte de club voor het eerst de nationale reeksen. Het eerste seizoen haalde de ploeg al een vierde plaats in zijn reeks. Het volgende seizoen werd men vijfde, maar daarna zakte men weg in de middenmoot. In 1969 eindigde men uiteindelijk afgetekend als laatste. De ploeg haalde geen enkele competitieoverwinning in een heel seizoen, en haalde na drie gelijke spelen slechts drie punten in 30 wedstrijden. De ploeg incasseerde 102 tegendoelpunten. Na vijf seizoenen zakte Alken zo weer naar de provinciale reeksen.
In 1979 promoveerde Alken weer naar Vierde Klasse. Dit eerste seizoen leverde weer een vierde plaats op; het volgende seizoen pakte de ploeg zelfs een derde plaats. In 1982 belandde men echter in de degradatiezone, en Alken diende even terug te zakken naar Eerste Provinciale. Na een seizoen pakte de ploeg echter zijn plaats in de nationale bevorderingsreeksen weer in, en ging er zelfs verder op zijn elan. Sporting Alken eindigde in 1984 immers helemaal bovenin zijn reeks, met evenveel punten als AS Eupen. Eupen had echter een wedstrijd meer gewonnen, pakte zo de titel en de promotie. Alken miste de kans om door te stoten naar Derde Klasse. Het seizoen nadien kon de ploeg deze prestatie echter niet herhalen, integendeel, men eindigde afgetekend als allerlaatste. Alken haalde amper zes punten uit 30 wedstrijden en zakte weer weg naar de provinciale reeksen.
In 1995 ging de club een fusie aan met VK Waterkant. De fusieclub werd Koninklijke Waterkant Sporting Alken genoemd, en speelde verder met stamnummer 3916. Maar ook na de fusie bleef men echter in de onderste provinciale reeksen hangen. In 1998 zakte men zelfs naar Vierde Provinciale, het allerlaagste niveau. In 2000 eindigde men ook daar als allerlaatste in zijn reeks, na amper 2 zeges en 7 gelijke spelen, met een doelsaldo van -65. Het seizoen nadien bleek nog erger: Alken sloot 2000/01 af met amper 1 zege en 1 gelijkspel in 30 wedstrijden, en na 133 tegendoelpunten een doelsaldo van -105. De club kon zich daarna herpakken, en keerde een paar jaar later ook terug naar Tweede Provinciale.